# Romolo Vaselli
Romolo Vaselli (Roma, 11 novembre 1882 – Roma, 16 dicembre 1969) è stato un imprenditore italiano.

## Biografia
Nell'arco della sua vita di costruttore, con grande tenacia e con il solo titolo di maestro muratore, ha lavorato dalla fine del 1800 fino al 1960, anno del suo ritiro dagli appalti pubblici e privati, partendo da mezzi molto limitati.  Fu molto attivo specialmente nell'Africa Italiana: Etiopia, Dancalia, Tunisia e Libia.
In Etiopia e Dancalia ha lavorato essenzialmente nella costruzione della Strada della Dancalia nel tratto Assab-Sardò, nel deserto dancalo, una delle regioni più calde del mondo e, in particolare, nella sua depressione centrale, con alcune zone a 150 metri sotto il livello del mare. Il 15 dicembre 1930 fu nominato cavaliere del lavoro.
Lavorò anche in Italia durante e dopo la guerra. Negli anni trenta costruì un tratto della Via del Mare ed un tratto importante della Casilina, nel lotto avanti il casale Borghese a Roma. Prima dello scoppio della Seconda guerra mondiale, realizzò le difese alpine contro l'Austria e, dopo l'Anschluss, la costruzione di molti aeroporti militari. Divenuto un affermato costruttore completò il porto di Palermo con i mezzi più moderni all'epoca concepibili e contribuì al risanamento del tratto paludoso della pianura di Castel di Decima, sulla via Pontina.
A seguito di questi successi, il 2 giugno 1941, fu insignito del titolo di conte dal re Vittorio Emanuele III, motu proprio.
Ha fatto parte della Camera dei fasci e delle corporazioni nella XXX legislatura del Regno d'Italia, dal 1939 al 1943.
Continuò a lavorare durante e dopo la guerra sempre negli appalti pubblici e privati in tutta Italia specialmente in Sicilia, Taranto, Palermo e Roma città nelle quali ottenne anche l'appalto della manutenzione stradale urbana e della nettezza urbana.
Fu presidente della Roma nel 1952; tuttavia la sua presidenza durò lo spazio di poco più di 4 mesi: dopo il derby del 16 novembre, roventi polemiche da parte dei tifosi lo spinsero a dimettersi aprendo la strada al ritorno da protagonista, alla guida della società, di Renato Sacerdoti.
I figli, tifosi laziali, avevano brindato pubblicamente la vittoria nel derby.

## Opere
- Le sue opere maggiori, specialmente quelle dell'anteguerra sono descritte in due volumi: “Mezzo Secolo di Lavoro” edito a Roma dalla Tipografia Sansaini nel novembre 1955; “Strade Romane in Dancalia” edito a Roma nello Stabilimento Enrico Ricci, il 15 ottobre 1941. Questi ultimi due volumi sono stati ristampati, in ristampa anastatica, a cura del nipote Roberto Vaselli dall'Istituto Arti Grafiche Mengarelli – Roma. Ha scritto anche l'autobiografia "L'avventura della vita", edita da Il Parnaso e ristampato a cura della Edimon Srl di Città di Castello nel giugno 2002.